# Marakumbi, Parasgad
Marakumbi là một làng thuộc tehsil Parasgad, huyện Belgaum, bang Karnataka, Ấn Độ.